# Vorsätze für Maßeinheiten
Vorsätze für Maßeinheiten, Einheitenvorsätze, Einheitenpräfixe oder kurz Präfixe oder Vorsätze dienen dazu, Vielfache oder Teile von Maßeinheiten zu bilden, um Zahlen mit vielen Stellen zu vermeiden.

## SI-Präfixe
SI-Präfixe (Einheitenvorsatzzeichen) sind für die Verwendung im Internationalen Einheitensystem (SI) definierte Dezimalpräfixe. Sie basieren auf Zehnerpotenzen mit ganzzahligen Exponenten. Man unterscheidet zwischen dem Namen des Präfixes und seinem Symbol. Die Symbole sind international einheitlich. Die Namen unterscheiden sich je nach Sprache.
| Präfix | Name      | Ursprung                                       | Wert (Potenz, Zahlwort, Zahl der langen Skala) | Wert (Potenz, Zahlwort, Zahl der langen Skala) | Wert (Potenz, Zahlwort, Zahl der langen Skala) |
| ------ | --------- | ---------------------------------------------- | ---------------------------------------------- | ---------------------------------------------- | ---------------------------------------------- |
| Q      | Quetta C) | — D)                                           | 1030                                           | Quintillion                                    | 1 000 000 000 000 000 000 000 000 000 000      |
| R      | Ronna C)  | lat. novem = neun, gr. ennéa = neun            | 1027                                           | Quadrilliarde                                  | 1 000 000 000 000 000 000 000 000 000          |
| Y      | Yotta B)  | lat. octo = acht                               | 1024                                           | Quadrillion                                    | 1 000 000 000 000 000 000 000 000              |
| Z      | Zetta A)  | lat. septem = sieben                           | 1021                                           | Trilliarde                                     | 1 000 000 000 000 000 000 000                  |
| E      | Exa       | gr. héx = sechs                                | 1018                                           | Trillion                                       | 1 000 000 000 000 000 000                      |
| P      | Peta      | gr. pénte = fünf                               | 1015                                           | Billiarde                                      | 1 000 000 000 000 000                          |
| T      | Tera      | gr. téras = Ungeheuer / gr. tetrákis = viermal | 1012                                           | Billion                                        | 1 000 000 000 000                              |
| G      | Giga      | gr. gígas = Riese                              | 109                                            | Milliarde                                      | 1 000 000 000                                  |
| M      | Mega      | gr. mégas = groß                               | 106                                            | Million                                        | 1 000 000                                      |
| k      | Kilo      | gr. chílioi = tausend                          | 103                                            | Tausend                                        | 1 000                                          |
| h      | Hekto     | gr. hekatón = hundert                          | 102                                            | Hundert                                        | 100                                            |
| da     | Deka      | gr. déka = zehn                                | 101                                            | Zehn                                           | 10                                             |
| —      | —         | —                                              | 100                                            | Eins                                           | 1                                              |
| d      | Dezi      | lat. decem = zehn                              | 10−1                                           | Zehntel                                        | 0,1                                            |
| c      | Zenti     | lat. centum = hundert                          | 10−2                                           | Hundertstel                                    | 0,01                                           |
| m      | Milli     | lat. mille = tausend                           | 10−3                                           | Tausendstel                                    | 0,001                                          |
| µ      | Mikro     | gr. mikrós = klein                             | 10−6                                           | Millionstel                                    | 0,000 001                                      |
| n      | Nano      | gr. nános = Zwerg                              | 10−9                                           | Milliardstel                                   | 0,000 000 001                                  |
| p      | Piko      | ital. piccolo = klein                          | 10−12                                          | Billionstel                                    | 0,000 000 000 001                              |
| f      | Femto     | dän. femten = fünfzehn                         | 10−15                                          | Billiardstel                                   | 0,000 000 000 000 001                          |
| a      | Atto      | dän. atten = achtzehn                          | 10−18                                          | Trillionstel                                   | 0,000 000 000 000 000 001                      |
| z      | Zepto A)  | lat. septem = sieben                           | 10−21                                          | Trilliardstel                                  | 0,000 000 000 000 000 000 001                  |
| y      | Yokto B)  | lat. octo = acht                               | 10−24                                          | Quadrillionstel                                | 0,000 000 000 000 000 000 000 001              |
| r      | Ronto C)  | lat. novem = neun, gr. ennéa = neun            | 10−27                                          | Quadrilliardstel                               | 0,000 000 000 000 000 000 000 000 001          |
| q      | Quekto C) | lat. decem, gr. déka = zehn                    | 10−30                                          | Quintillionstel                                | 0,000 000 000 000 000 000 000 000 000 001      |

Die Zeichen für Teile einer Einheit werden als Kleinbuchstaben geschrieben, während die meisten Zeichen für Vielfache einer Einheit als Großbuchstaben geschrieben werden. Ausnahmen von dieser Systematik sind aus historischen Gründen die Zeichen für Deka (da), Hekto (h) und Kilo (k). Das Beratende Komitee für Einheiten (CCU) des Internationalen Büros für Maß und Gewicht diskutierte die Möglichkeiten, diese Symbole durch D, H und K zu ersetzen, legte diese Idee jedoch auf Eis (englisch keep under review), weil Änderungen am System nur „aus sehr wichtigen Gründen“ erfolgen sollten.

### Typografie
Die Einheitenvorsatzzeichen werden wie die Einheitenzeichen in aufrechter, nicht kursiver Schrift geschrieben, unabhängig von der Schriftart (Schriftauszeichnung) des umgebenden Textes. Zwischen Einheitenvorsatzzeichen und Einheitenzeichen wird kein Zwischenraum geschrieben.
Das Präfix-Symbol für „Mikro“ ist der griechische Buchstabe μ (My). Aus historischen Gründen ist es in Unicode zweimal vorhanden: als Buchstabe des griechischen Alphabets (U+03BC) und als Sonderzeichen (U+00B5), siehe My → Mikro-Zeichen. Wo dieses Zeichen nicht verfügbar ist, wird vor allem in der elektrotechnischen Literatur ersatzweise häufig u verwendet. Das wurde in der Internationalen Norm ISO 2955 von 1983, die 2001 zurückgezogen wurde, auch so empfohlen. Für Deutschland gelten weiterhin die Empfehlungen der DIN-Norm DIN 66030 Informationstechnik – Darstellung von Einheitennamen in Systemen mit beschränktem Schriftzeichenvorrat vom Mai 2002. In Österreich sieht das Maß- und Eichgesetz μ vor. Beim Austausch medizinischer Daten gemäß dem HL7-Standard ist u anstelle von μ zugelassen. Im englischen Sprachraum wird μ manchmal durch mc ersetzt.

### Kombination von SI-Präfixen und Einheiten
- Die Zusammensetzung aus Präfix und Einheitenzeichen bildet ein neues, beim Zeilenumbruch nicht trennbares Einheitenzeichen.
- Präfixe dürfen nicht kombiniert werden. Es gibt also keine Mega-Kilometer oder Dezi-Kilogramm. In Einheiten, die als Produkte oder Quotienten geschrieben werden, darf jeder Faktor ein Präfix tragen; kg/dm3 ist also zulässig.
- Einheitenvorsatzzeichen und Einheitenvorsatznamen können nicht alleine, sondern nur zusammen mit Einheitenzeichen und Einheitennamen verwendet werden.
- Für Zeiteinheiten außerhalb des SI (zugelassen sind Minute (min), Stunde (h) und Tag (d) ) werden Präfixe nicht verwendet; für die SI-Einheit Sekunde sind Präfixe erlaubt.
- Das Kilogramm (kg) verwendet bereits kilo, also werden keine weiteren Vorsätze angewendet. Stattdessen wird vom Gramm (g) ausgegangen. Statt Megagramm, Gigagramm usw. wird in der Regel auf die (metrische) Tonne (t) zurückgegriffen.
- Bei der Potenzierung gilt der Exponent für die Einheit mitsamt SI-Präfix, also: 5 km2 = 5 ⋅ (1000 m)2 = 5 ⋅ (10002 m2) = 5 ⋅ 1 000 000 m2 = 5 000 000 m2. In km/s2 , kg⋅m2 und g⋅mm2 gilt der Exponent jeweils für den unterstrichenen Teil.
- Das Zeichen m bezeichnet sowohl die Einheit Meter als auch das Präfix Milli (1⁄1000). Um Missverständnisse zu vermeiden, wird es bei zusammengesetzten Einheiten für die Bedeutung Meter an die letzte Stelle gesetzt; vorangestellt wird es als Präfix interpretiert. Zum Beispiel steht Nm für Newtonmeter, mN für Millinewton. Nach den strengeren Regeln des SI ist Nm überhaupt nicht zulässig, sondern nur die Trennung mit Leerzeichen (N m) oder Multiplikationspunkt (N⋅m).[16] Auch das Zeichen T ist mehrdeutig: Es bedeutet die Einheit Tesla oder das Präfix Tera. Wenn man Teslameter (die Einheit des Kraftfaktors B × L) als Tm schreibt, könnte dies auch Terameter (eher unübliche Längeneinheit) bedeuten. Die Umstellung zu mT behebt die Zweideutigkeit hier nicht, weil mT auch Millitesla bedeutet. Eindeutig ist nur die Schreibung mit Leerzeichen oder Multiplikationspunkt.

### Internationale und deutsche Benennung
Die Namen der Vorsätze werden von der Generalkonferenz für Maß und Gewicht für die englische und französische Sprache vorgegeben. Die Bezeichnungen sind für diese beiden Sprachen gleich, außer dass im Französischen die Vorsätze déci, déca, téra und péta mit Akut geschrieben werden. Im amerikanischen Englisch ist deka anstelle von deca üblich.
Die deutschen Bezeichnungen werden nach DIN 1301-1 festgelegt. Sie unterscheiden sich von den englischen insofern, als bei Deka, Hekto, Mikro, Piko, Yokto und Quekto jeweils ein C durch ein K ersetzt ist und bei Dezi und Zenti ein C durch ein Z.

### Sprachliches
Der Name eines Einheitenvorsatzes bildet mit dem zugehörigen Einheitennamen ein zusammengesetztes Wort. Beispiele sind Nanometer oder Milligramm. Wenn aus dem Zusammenhang klar ist, welche Einheit gemeint ist, wird dieses zusammengesetzte Wort in der Umgangssprache häufig auf den Vorsatz verkürzt. So ist von Kilo die Rede, wenn Kilogramm (kg) gemeint ist. Im technischen Bereich wird der Mikrometer (μm) kurz als My [myː] bezeichnet; im Englischen ist noch die Bezeichnung micron für Mikrometer üblich, die 1967 aus dem SI entfernt wurde. Im Österreichischen, Ungarischen und Tschechischen wird das Kurzwort Deka für die Masseeinheit Dekagramm (dag) verwendet.
Im Flächenmaß Hektar (Hekto-Ar, 100 a) verschwindet ausnahmsweise an der Wortfügestelle das O von hekto, was den Doppelselbstlaut vermeidet. In angelsächsischen Sprachraum wird aus gleichem Grund für Megaohm (MΩ) gelegentlich megohm geschrieben.

## Geschichte
Bereits bei der Einführung metrischer Einheiten in Frankreich 1793 wurden Maßeinheiten für Länge, Fläche, Volumen und Gewicht (Masse) definiert, deren Bezeichnungen die Vorsätze déci, centi, milli, hecto, kilo, sowie auch demi (½), double (2) und myria (10.000) hatten. Als 1874 die British Association for the Advancement of Science das CGS-System einführte, wurden systematisch die Vorsätze micro bis mega verwendet.
Das Internationale Komitee für Maß und Gewicht beschloss 1879 einheitliche Symbole für die Präfixe von Milli bis Kilo. Allerdings wurden nicht alle Kombinationen von Grundeinheit und Vorsatz freigegeben, sondern eine limitierte Liste von Kombinationen. So war der Hektoliter gelistet, nicht aber Hektometer oder Hektogramm.

Die Bezeichnungen Giga und Nano wurden im deutschsprachigen Raum zum Beispiel im Kosmos - Handweiser für Naturfreunde 1928 durch die folgende kurze Notiz in der Kategorie Forschung - Fortschritt bekannt gemacht:
𝔊𝔦𝔤𝔞 𝔲𝔫𝔡 𝔑𝔞𝔫𝔬.  𝔈𝔰 𝔴𝔲𝔯𝔡𝔢 𝔫𝔬𝔱𝔴𝔢𝔫𝔡𝔦𝔤, 𝔷𝔲𝔯 𝔫ä𝔥𝔢𝔯𝔢𝔫 𝔅𝔢𝔷𝔢𝔦𝔠𝔥𝔫𝔲𝔫𝔤 𝔳𝔬𝔫 𝔐𝔞ß𝔢𝔦𝔫𝔥𝔢𝔦𝔱𝔢𝔫 𝔫𝔢𝔲𝔢 ℨ𝔲ſä𝔱𝔷𝔢 𝔢𝔦𝔫𝔷𝔲𝔣ü𝔥𝔯𝔢𝔫. 𝔅𝔦𝔰𝔥𝔢𝔯 𝔟𝔢𝔫𝔲𝔱𝔷𝔢 𝔪𝔞𝔫 𝔫𝔲𝔯 ℌ𝔢𝔨𝔱𝔬 𝔞𝔩𝔰 ℨ𝔲ſ𝔞𝔱𝔷 𝔣ü𝔯 𝔡𝔞𝔰 100𝔣𝔞𝔠𝔥𝔢 ( 1 𝔥𝔩 = 100 𝔩), 𝔎𝔦𝔩𝔬 𝔣ü𝔯 𝔡𝔞𝔰 1000𝔣𝔞𝔠𝔥𝔢 ( 1 𝔨𝔪 = 1000 𝔪) 𝔲𝔫𝔡 𝔐𝔢𝔤𝔞 𝔣ü𝔯 𝔡𝔞𝔰 1 000 000𝔣𝔞𝔠𝔥𝔢 (1 𝔐𝔢𝔤𝔞𝔡𝔶𝔫 = 1000 000 𝔇𝔶𝔫, 𝔬𝔡𝔢𝔯 1 𝔐𝔢𝔤𝔞𝔬𝔥𝔪 = 1 000 000 𝔒𝔥𝔪). 𝔄𝔩𝔰 𝔑𝔢𝔲𝔢ſ𝔱𝔢𝔰 𝔦𝔰𝔱 𝔡𝔢𝔯 ℨ𝔲ſ𝔞𝔱𝔷 𝔊𝔦𝔤𝔞 𝔣ü𝔯 𝔡𝔞𝔰 𝔐𝔦𝔩𝔩𝔦𝔞𝔯𝔡𝔢𝔫𝔣𝔞𝔠𝔥𝔢 𝔢𝔦𝔫𝔤𝔢𝔣ü𝔥𝔯𝔱 (𝔡𝔞𝔰 𝔤𝔯𝔦𝔢𝔠𝔥𝔦𝔰𝔠𝔥𝔢 𝔚𝔬𝔯𝔱 𝔊𝔦𝔤𝔞𝔰 = ℜ𝔦𝔢𝔰𝔢); 1 𝔊𝔦𝔤𝔞𝔡𝔶𝔫 (1 𝔊𝔡𝔶𝔫) 𝔟𝔢𝔡𝔢𝔲𝔱𝔢𝔱 𝔞𝔩ſ𝔬 1 000 000 000 𝔇𝔶𝔫. 𝔄𝔩𝔰 𝔙𝔢𝔯𝔨𝔩𝔢𝔦𝔫𝔢𝔯𝔲𝔫𝔤𝔰𝔷𝔲ſ𝔞𝔱𝔷 𝔡𝔦𝔢𝔫𝔱 𝔫𝔢𝔟𝔢𝔫 𝔇𝔢𝔷𝔦 (1/10), ℨ𝔢𝔫𝔱𝔦 (1/100), 𝔐𝔦𝔩𝔩𝔦(1/1000), 𝔐𝔦𝔨𝔯𝔬 (1/1000 000 = 1 μ [ſ𝔭𝔯𝔦𝔠𝔥 𝔪ü]) 𝔫𝔲𝔫 𝔞𝔲𝔠𝔥 𝔑𝔞𝔫𝔬 (𝔳𝔬𝔪 𝔤𝔯𝔦𝔢𝔠𝔥𝔦𝔰𝔠𝔥𝔢𝔫 𝔚𝔬𝔯𝔱 𝔑𝔞𝔫𝔬𝔰 = ℨ𝔴𝔢𝔯𝔤) 𝔞𝔩𝔰 1 / 1 000 000 000. 1 𝔑𝔞𝔫𝔬𝔪𝔢𝔱𝔢𝔯 (1 𝔫𝔪) = 1/1000 𝔐𝔦𝔨𝔯𝔬𝔪𝔢𝔱𝔢𝔯. 𝔡𝔦𝔢 𝔚𝔢𝔩𝔩𝔢𝔫𝔩ä𝔫𝔤𝔢 𝔡𝔢𝔰 𝔤𝔢𝔩𝔟𝔢𝔫 𝔏𝔦𝔠𝔥𝔱𝔢𝔰 𝔟𝔢𝔱𝔯ä𝔱 𝔷.𝔅. 0,5896 μ  
Bis 1960 waren in Frankreich die Vorsätze myria (gr. μύριοι mýrioi = zehntausend) mit dem Zeichen ma für das 10+4‑fache und dimi mit Zeichen dm für das 10−4‑fache genormt. Statt myria wurde Anfang des 19. Jahrhunderts auf einen Vorschlag von Thomas Young hin z. T. auch myrio geschrieben.
Früher waren in Deutschland auch das Symbol D und in Großbritannien dk für Deka üblich, in Österreich war das Zeichen dk bis Mitte der 1950er Jahre gesetzlich vorgeschrieben.
Bei der Schaffung des SI im Jahr 1960 wurden die bis zu diesem Zeitpunkt definierten heute gültigen Präfixe von 10−12 bis 10+12 und deren Symbole übernommen. 1964 folgten Femto und Atto, 1975 Peta und Exa, 1991 die Präfixe bis 10−24 und 10+24 und 2022 schließlich die Präfixe bis 10−30 und 10+30.

## Einheitenvorsätze für binäre Vielfache
| Kibi  | Ki | 210  | = 1.024e3  |
| Mebi  | Mi | 220  | ≈ 1.049e6  |
| Gibi  | Gi | 230  | ≈ 1.074e9  |
| Tebi  | Ti | 240  | ≈ 1.100e12 |
| Pebi  | Pi | 250  | ≈ 1.126e15 |
| Exbi  | Ei | 260  | ≈ 1.152e18 |
| Zebi  | Zi | 270  | ≈ 1.181e21 |
| Yobi  | Yi | 280  | ≈ 1.209e24 |
| Robi  | Ri | 290  | ≈ 1.238e27 |
| Quebi | Qi | 2100 | ≈ 1.268e30 |

In der Datenverarbeitung kommen oft Zweierpotenzen vor – insbesondere bei der Größe von Arbeitsspeichern und anderen Datenspeichern. Ähnlich wie bei Zehnerpotenzen ist auch hier die Verwendung von Präfixen hilfreich. Da 210 = 1024 sehr nahe bei 1000 liegt, bürgerte es sich ein, bei Größenangaben von Datenmengen in Bit und Byte den Vorsatz Kilo für 1024 zu verwenden. Analog verwendete man Mega für 220 = 1048576 etc. Da dies aber zu Zweideutigkeiten führte, definierte die für die Normung in der Elektrotechnik zuständige International Electrotechnical Commission spezielle Binärpräfixe. Das binäre Präfixsymbol entsteht durch Anhängen von ‑i an das entsprechende dezimale Präfixsymbol (Ki wird dabei im Gegensatz zu k groß geschrieben). Der Name eines binären Präfixes wird durch Anhängen von ‑bi an die ersten beiden Buchstaben des entsprechenden dezimalen Präfixnamens gebildet (siehe Tabelle). Zu den 2022 neu eingeführten SI-Präfixen Ronna und Quetta gibt es offiziell noch keine binären Entsprechungen.
Diese Binärpräfixe wurden von den wichtigsten Normungsinstitutionen übernommen. Die Dezimalpräfixe sollen nur noch für Zehnerpotenzen verwendet werden, z. B. 100 GB = 1011 B ≈ 93,1 GiB. Manche Hersteller haben diese Empfehlung aber noch nicht umgesetzt und verwenden dezimale Präfixe im binären Sinn (siehe Byte).